# Synagoge (Alsenz)
Die Synagoge in Alsenz, einer Ortsgemeinde im Donnersbergkreis in Rheinland-Pfalz, wurde in den Jahren 1762 bis 1765 errichtet. Die profanierte Synagoge am Kirchberg 1 ist ein geschütztes Kulturdenkmal.

## Geschichte
Die seit Mitte des 17. Jahrhunderts bestehende jüdische Gemeinde von Alsenz reichte 1762 bei der Regierung in Weilburg ein Gesuch zur Errichtung einer Synagoge ein. Sie veranschlagte dafür Baukosten in Höhe von 1000–2000 Gulden. Die Regierung bestand jedoch darauf, dass die Planung durch den Baumeister der Herrschaft Kirchheimbolanden Szekl – möglicherweise Johann Friedrich von Sckell – übernommen wurde. Dessen Entwurf erhöhte die Baukosten auf 4000 Gulden. Als Baugrundstück konnte die Gemeinde das Haus des Adam Schworm auf dem Kirchberg erwerben und abreißen lassen. Die Regierung lieh der Gemeinde 2000 Gulden – der entsprechende Vertrag wurde am 23. Juli 1764 durch den Judenschultheiß Abraham Henle unterschrieben –, 1000 Gulden brachte die Gemeinde selbst auf. Als Weilburg 1777 das geliehene Geld zurückforderte, sah sich die mittlerweile auf nur noch sieben solvente Familien reduzierte Gemeinde hierzu nicht in der Lage, versprach aber, die ausstehende Summe innerhalb der nächsten fünf Jahre zu begleichen. 1782 waren die Schulden vollständig abgezahlt.
Der spätbarocke, kubische Walmdachbau aus verputztem Buntsandstein wurde 1765 eingeweiht. Der Eingang in Form eines Stichbogenportals befindet sich auf der hofseitigen Schmalseite des Gebäudes und wird von einem geschweiften, gesprengten Giebel bekrönt. Zwei hebräische Inschriften auf einer eingelassenen trapezförmigen Tafel zieren das Giebelfeld, wobei die obere Inschrift bogenförmig, die untere horizontal verläuft. Sie zitieren den Psalm „Das ist das Tor des Herrn, die Gerechten werden dort einziehen“ (Psalm 118,20) und aus dem 1. Buch Mose „Hier ist nichts anderes als Gottes Haus und hier ist die Pforte des Himmels“ (1. Buch Mose 28,17). Beide Zitate gehören zu den geläufigen und häufig angebrachten Bibelworten über Synagogeneingängen, wurden aber üblicherweise auf dem Türsturz und nicht im Giebelfeld angebracht. Der Eingangsseite gegenüber stand zwischen zwei hohen Rundbogenfenstern und unterhalb eines zusätzlichen Ochsenauges der Toraschrein. Das Gebäude beherbergte zudem die jüdische Schule sowie die Wohnung des Lehrers und Vorsängers. Im rückwärtigen Teil gab es eine Mikwe. 
Bis 1852 lag das Fußbodenniveau der Synagoge einige Stufen unter dem heutigen, was die Einrichtung einer Frauenempore ermöglichte. Im Jahr 1852 wurden das Bodenniveau angehoben und die Frauenempore entfernt. Möglicherweise wurde im Rahmen der Umgestaltung die Geniza der Synagoge verlegt, die bei Sanierungsarbeiten des Synagogengebäudes in den Jahren 1986 bis 1988 auf dem Dachboden entdeckt wurde. Sie war Gegenstand des Geniza-Forschungsprojektes der Universität Mainz unter Leitung von Andreas Lehnardt.
Der Brand in einem benachbarten Gebäude führte 1911 zu Beschädigungen der Synagoge, die in der Folge bis 1912 restauriert wurde. 1933 wurde das Synagogengebäude von der jüdischen Gemeinde, deren Mitgliederzahl auf neun gesunken war, an einen ortsansässigen Landwirt verkauft, der es als Lagerschuppen nutzte und die Lehrerwohnung vermietete. Während der Zeit des Nationalsozialismus wurde die Inschrift über dem Eingang teilweise abgeschlagen. Im Jahr 1981 wechselte das lange ungenutzte Gebäude den Besitzer, 1982 wurde es denkmalgeschützt.
Der 1945 abgebaute Toraschrein befindet sich heute als Dauerleihgabe der Jüdischen Kultusgemeinde der Rheinpfalz als Rechtsnachfolgerin aller Jüdischen Gemeinden im Verwaltungsbezirk Pfalz im Historischen Museum der Pfalz in Speyer.